# Cattedrale di San Cristoforo (Canberra)
La cattedrale di San Cristoforo (in inglese: Cathedral of St Christopher) è il principale luogo di culto cattolico della città di Canberra, in Australia, e sede vescovile dell'arcidiocesi di Canberra e Goulburn.

## Storia
Cattedrale di San Cristoforo sorge nel sobborgo di Forrest. Il Reverendo Padre Patrick Haydon, nominato parroco della parrocchia St Christopher a Manuka nel 1928, ha curato la prima fase della costruzione della chiesa, che è stata completata nel 1939.
L'edificio è stato ampliato raggiungendo le dimensioni attuali nel 1973, quando divenne concattedrale dell'arcidiocesi cattolica di Canberra e Goulburn, e più recentemente la cattedrale, con il trasferimento della sede dall'ex cattedrale di Goulburn.